# Limanda punctatissima
Espèce
Limanda punctatissima est une espèce de poissons marins appartenant à la famille des  Pleuronectidae.